# Geologia
     Tarcze kontynentalne
     Platformy kontynentalne
     Orogeny
     Baseny
     Skały wylewne
     Przedłużenia płyt
     0-20 mln lat
     20-65 mln lat
     >65 mln lat

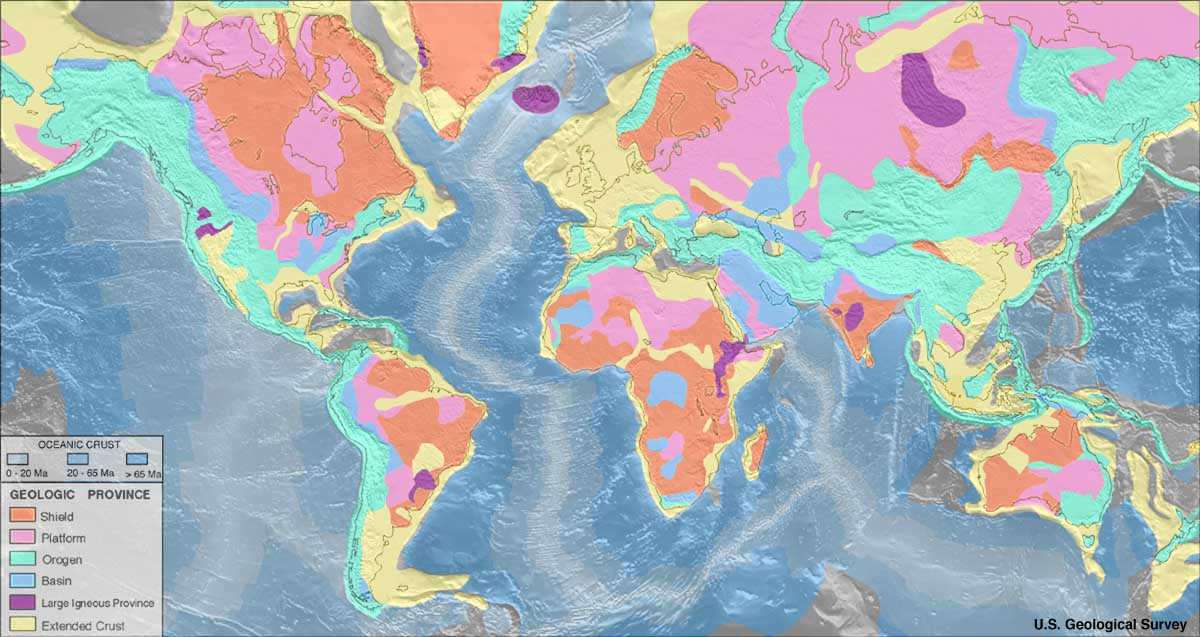
Prowincje geologiczne świata
Płyty kontynentalne
Tarcze kontynentalne
Platformy kontynentalne
Orogeny
Baseny
Skały wylewne
Przedłużenia płyt
Płyty oceaniczne
0-20 mln lat
20-65 mln lat
>65 mln lat

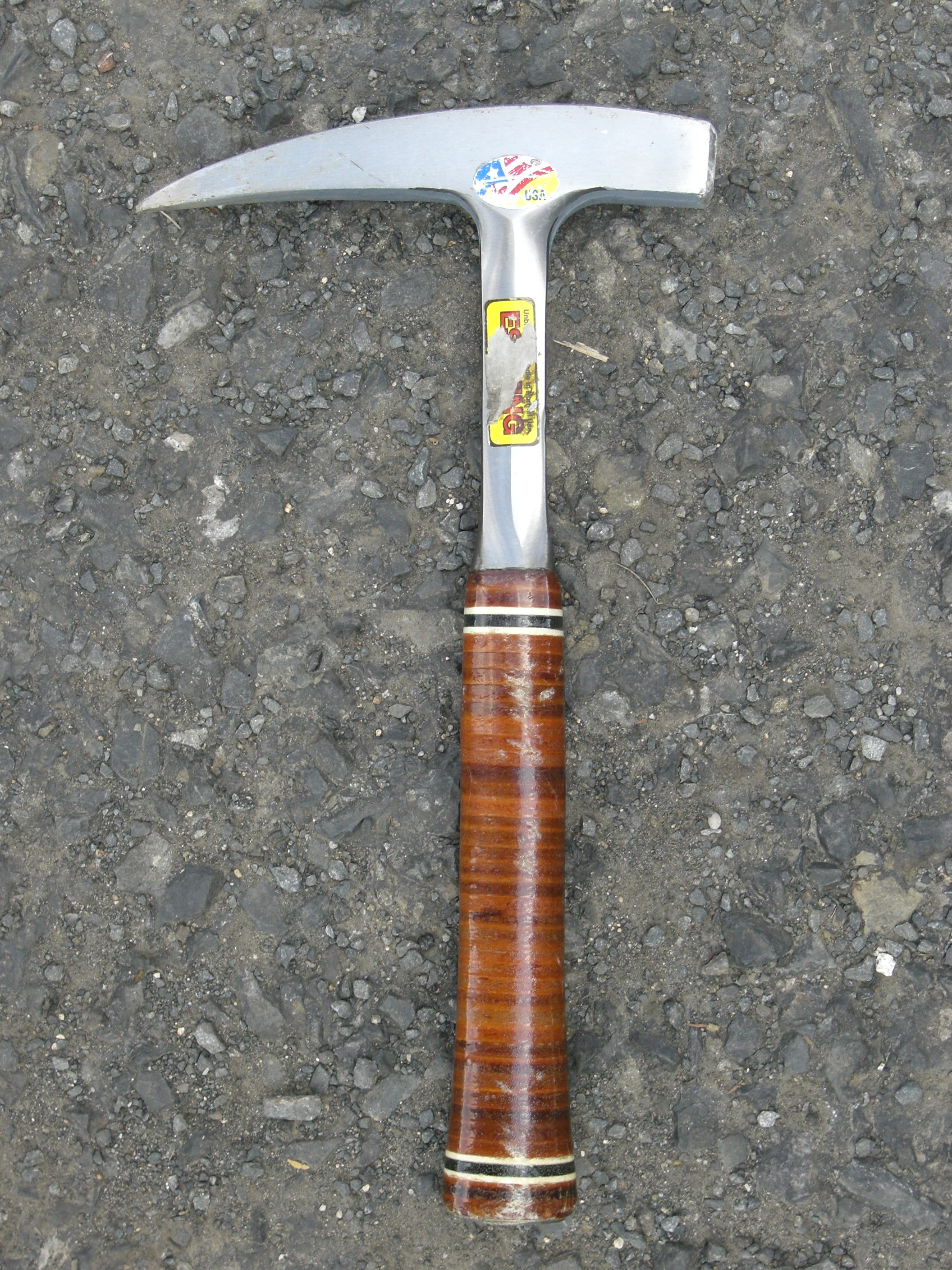
Młotek geologiczny

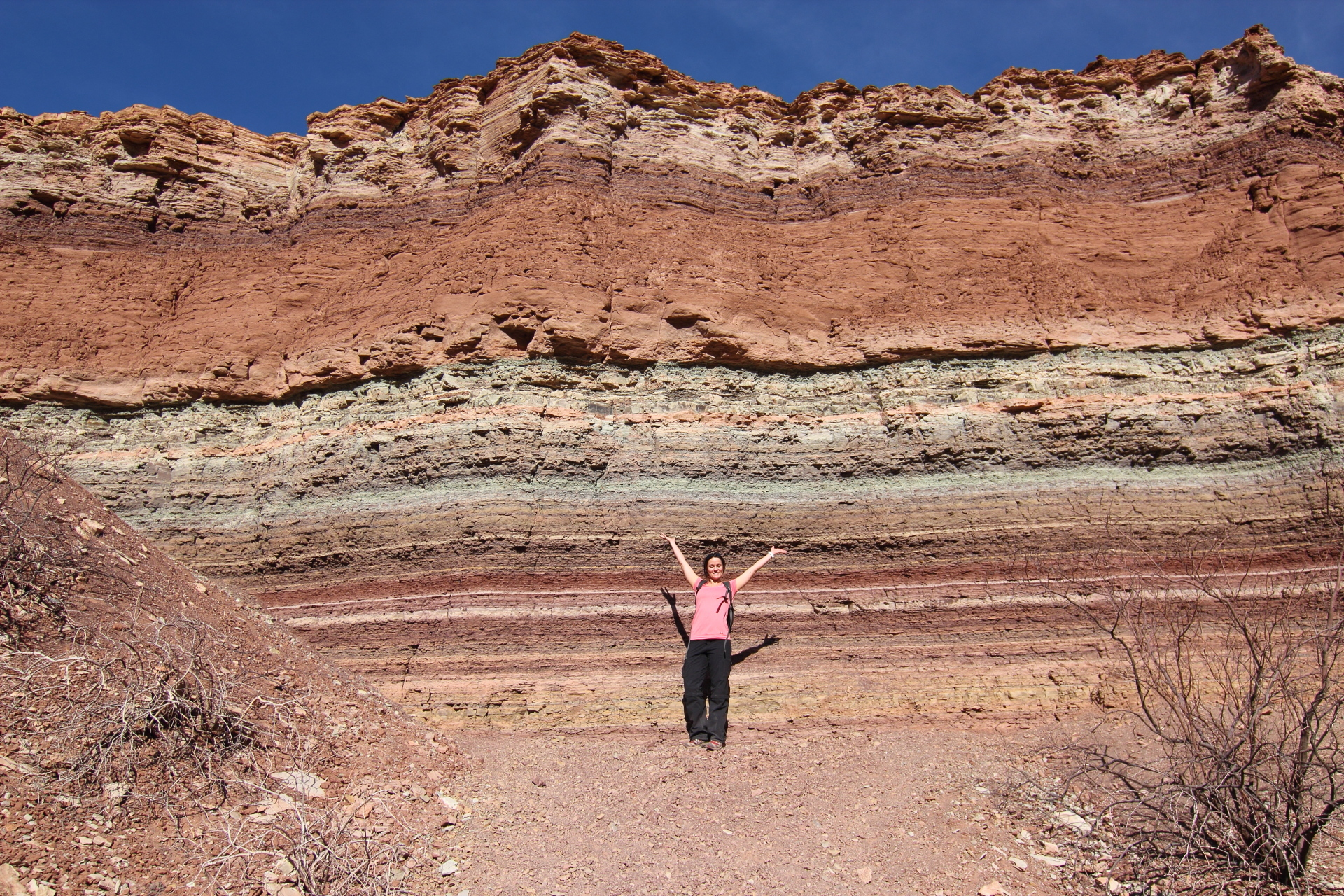
Warstwa

Geologia (ze stgr. γῆ gē – „ziemia” oraz λόγος lógos – „słowo, nauka”) – jedna z nauk o Ziemi, która zajmuje się budową, własnościami i historią Ziemi oraz procesami zachodzącymi w jej wnętrzu i na jej powierzchni, dzięki którym ulega ona przeobrażeniom. W szerszym znaczeniu geologia dotyczy również innych planet skalistych.

## Historia geologii
Pierwsze próby wyjaśnienia procesów przyrodniczych podejmowali już filozofowie starożytni. Heraklit z Efezu za przyczynę wszechrzeczy uważał ogień. W pismach Herodota znajduje się informacje ściśle geologiczne. Arystoteles sądził, że lądy były wielokrotnie zalewane przez morze. Eratostenes z Cyreny w dziele Geographica stworzył podwaliny nauk geograficznych. Niektórzy uczeni starożytni trafnie wyjaśniali pewne fakty geologiczne: np. grecki filozof Ksenofanes z Kolofonu (VI-V w. p.n.e.) wykazał organiczny charakter skamieniałości, a grecki geograf Strabon (I w. p.n.e. - I w. n.e.) stwierdził, że lądy muszą powoli wznosić się i opadać, skoro np. osady morskie z muszlami znajdują się w górach.
Pliniusz Starszy w I w. n.e. napisał 37 ksiąg Historii naturalnej, która przez wiele wieków była głównym źródłem wiedzy w zakresie nauk o Ziemi (zwłaszcza mineralogii).

Wieki średnie były okresem zastoju w europejskich naukach przyrodniczych. Dopiero rozwój górnictwa przyniósł wiele nowych obserwacji z dziedziny geologii.

W XVII i XVIII w. wzrosło zainteresowanie wnętrzem naszej planety. Hipotezy dotyczące powstania i budowy Ziemi znajdujemy w dziełach Kartezjusza, Athanasiusa Kirchera czy Georges'a-Louisa Buffona.

W tym czasie Abraham Gottlob Werner – niemiecki mineralog i geolog – wykładał w Akademii we Friebergu geologię pod nazwą geognozji.
Przełom XVIII i XIX wieku był okresem ostrych starć pomiędzy zwolennikami dwóch kierunków w geologii: neptunizmu i plutonizmu.

Na przełom XVIII i XIX wieku przypada również aktywność Stanisława Staszica, którego dzieło O ziemiorodztwie Karpatow i innych gor i rownin Polski, wydane w 1815 r., było pierwszym w języku polskim, obszernym opisem budowy geologicznej Polski i krajów ościennych.

W XIX wieku uwagę geologów przyciągały problemy posłużenia się szczątkami organicznymi zawartymi w skałach (skamieniałości) przy ustalaniu wieku skał. William Smith wprowadził pojęcie skamieniałości przewodniej i stworzył zasady stratygrafii. Badania skamieniałości pozwoliły Georges’owi Cuvierowi, twórcy paleontologii, sformułować teorię katastrof (w końcu XX wieku teoria ta odżyła pod nazwą neokatastrofizm). Przeciwnikiem teorii Cuviera był Charles Lyell, który rozwinął hipotezę Jamesa Huttona znaną pod nazwą uniformitarianizmu.

Rozwój nowoczesnej geologii datuje się od połowy XX wieku. Eduard Suess, zajmujący się głównie tektoniką, stworzył syntezę wiedzy geologicznej przełomu XIX i XX wieku. Léonce Élie de Beaumont stworzył teorię kontrakcji, zgodnie z którą procesy górotwórcze zachodzące na Ziemi miałyby być związane z jej kurczeniem się. James Dwight Dana był twórcą systematyki minerałów, a także wprowadził do geologii termin geosynklina. Olbrzymie znaczenie miały prace Alfreda Wegenera, którego poglądy leżą u podstaw współczesnej teorii tektoniki płyt litosfery, najpełniej tłumaczącej niemal wszystkie zjawiska rządzące ewolucją skorupy ziemskiej.

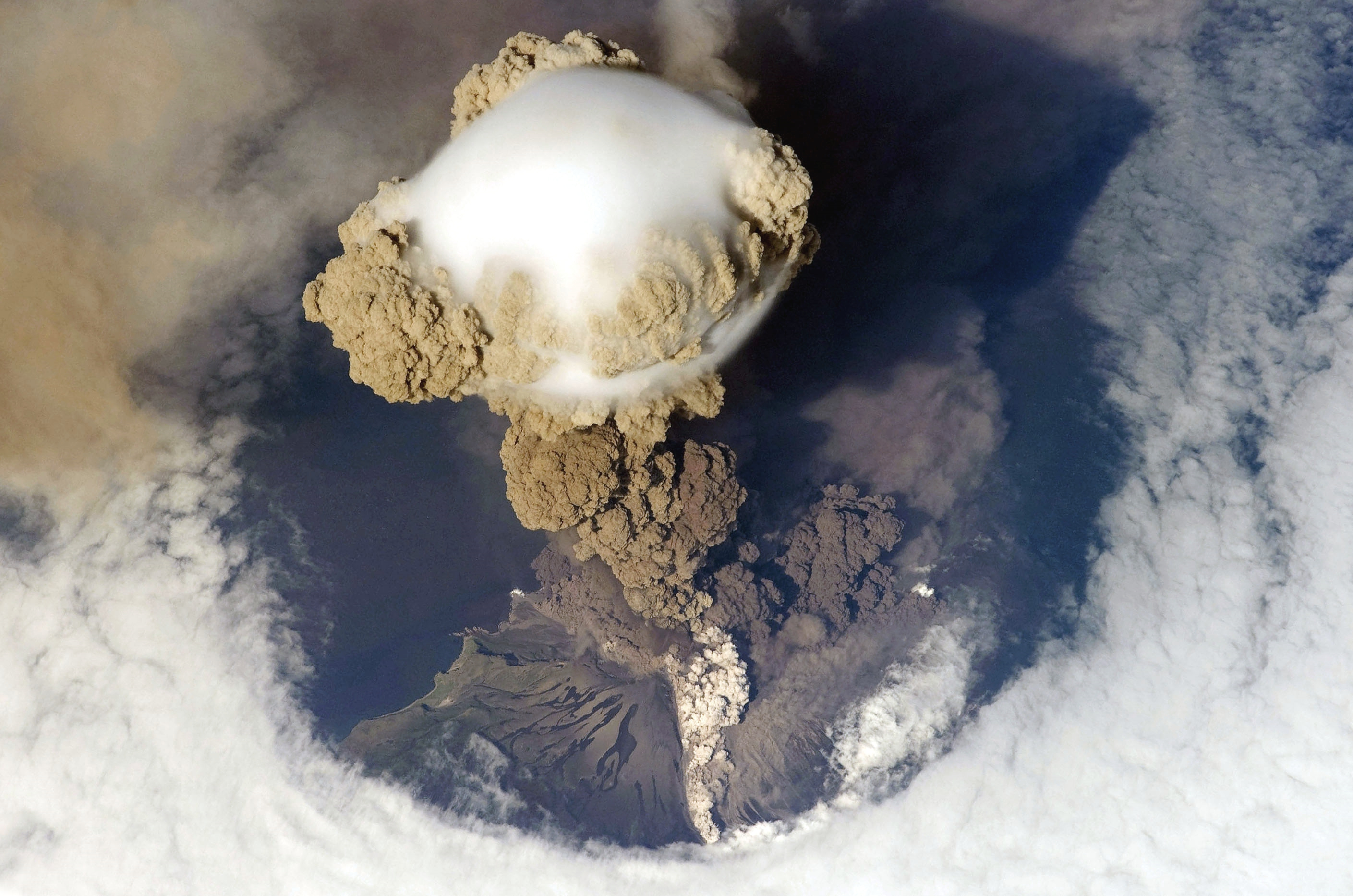
Wybuch wulkanu Saryczewa, 2009, Matua

## Podział
W miarę postępu badań wyodrębniły się liczne działy geologii, które dzisiaj są w znacznym stopniu naukami samodzielnymi. Najważniejszymi z nauk geologicznych są: geologia podstawowa i geologia stosowana. Naukami pomocniczymi w geologii są kartografia geologiczna oraz paleontologia, zwłaszcza w zagadnieniach dotyczących biostratygrafii. Dziedziną pokrewną jest geofizyka.

### Geologia podstawowa
- geologia dynamiczna
- geologia historyczna
- geologia regionalna
- geologia strukturalna
- sedymentologia
- stratygrafia
- geochemia
- mineralogia
- petrografia

### Geologia stosowana
Geologia stosowana wykorzystuje wyniki geologii podstawowej do celów praktycznych. Wyodrębniana jest np.:
- geologia złóż
- geologia inżynierska
- geologia środowiskowa
- hydrogeologia
- geologia gospodarcza

## Główne zasady geologii
- Zasada aktualizmu (uniformitarianizmu) zakłada, że procesy geologiczne (fizyczne, chemiczne) zawsze działały wedle tych samych praw.
- Zasada superpozycji (ang. the principle of superposition) to jedna z głównych zasad stratygrafii, stosowana do wyznaczania wieku względnego warstw skał osadowych (nie stosuje się do skał intruzywnych), która zakłada, że w serii niezaburzonych warstw, najstarsze znajdują się na spodzie sekwencji i są przykryte przez coraz młodsze warstwy.
- Zasada następstwa gatunkowego lub następstwa organizmów (ang. law of faunal succession) to zasada stosowana w stratygrafii, która stwierdza, że grupy skamieniałości zwierząt i roślin pojawiają się w zapisie stratygraficznym w określonej kolejności.
- Zasada pierwotnie poziomego zalegania (ang. principle of original horizontality) to jedna z podstawowych zasad stratygrafii, która wskazuje, że ponieważ cząsteczki opadają z zawiesiny pod wpływem grawitacji, warstwowanie pierwotnie jest poziome a jeżeli stromo zapada, musiało ulec tektonicznej deformacji.
- Zasada obocznej ciągłości (ang. principle of lateral continuity) to jedna z zasad stosowanych w stratygrafii, która głosi, że „materiał budujący wszelkie warstwy rozciąga się na powierzchni ziemi, chyba że jakaś inna masa je ogranicza”.